# Les Innocentes
Les Innocentes is een Frans-Poolse film uit 2016, geregisseerd door Anne Fontaine. De film ging op 26 januari in première op het Sundance Film Festival.

## Verhaal
Tijdens de winter van 1945 werkt Mathilde Beaulieu in Polen als jonge doktersstagiaire voor de afdeling van het Franse Rode Kruis. Ze zoeken, behandelen en repatriëren Franse overlevenden van de Duitse gevangeniskampen. Wanneer ze op een dag aan het werk is in een ziekenhuis in Polen wordt ze door een jonge non gevraagd om mee te gaan naar hun Benedictijnenklooster. Daar komt ze tot de ontdekking dat zeven nonnen in verwachting zijn en op het punt staan te bevallen. Negen maanden eerder vielen de Sovjettroepen het klooster binnen en verkrachtten twee dagen lang de zusters. De jonge stagiaire dient bij de eerste bevalling een keizersnede uit te voeren. De moeder-overste is verantwoordelijk voor het toewijzen van de kinderen aan families in het dorp, een geheim dat moet bewaard blijven.

## Rolverdeling
| Acteur           | Personage         |
| ---------------- | ----------------- |
| Lou de Laâge     | Mathilde Beaulieu |
| Agata Buzek      | zuster Maria      |
| Joanna Kulig     | zuster Irena      |
| Vincent Macaigne | Samuel Lehman     |
| Agata Kulesza    | Moederoverste     |
| Anna Próchniak   | Zofia             |

## Productie
De film is gebaseerd op het waargebeurde verhaal van Madeleine Pauliac, een arts in het Franse ziekenhuis in Warschau die de toestand van het klooster ontdekte en een dagboek bijhield dat door haar neef Philippe Maynial die in Frankrijk woont, ontdekt werd.
De film kreeg positieve kritieken van de filmcritici met een score van 93% op Rotten Tomatoes en werd in 2017 genomineerd voor 4 Césars.

## Prijzen en nominaties
De belangrijkste:
| Jaar | Prijs | Categorie              | Genomineerde(n)                                               | Uitslag     |
| ---- | ----- | ---------------------- | ------------------------------------------------------------- | ----------- |
| 2017 | César | Beste film             | Beste film                                                    | Genomineerd |
| 2017 | César | Beste regisseur        | Anne Fontaine                                                 | Genomineerd |
| 2017 | César | Beste origineel script | Sabrina B. Karine, Alice Vial, Pascal Bonitzer, Anne Fontaine | Genomineerd |
| 2017 | César | Beste cinematografie   | Caroline Champetier                                           | Genomineerd |